# 活物
活物（希伯来语：חַיּוֹת）犹太教神秘天使的一个等级，记载在《以西结书》第一章中描述以西结在迦巴鲁河边见到的战车异象中，环绕神的宝座。
迈蒙尼德将活物列为天使的第一级。
在基督教中，活物被认为是火的天使，支撑神的宝座和大地，因此与基督教撒拉弗同一等级，住在第七层天上。